# Eurohypnum
Eurohypnum là một chi rêu trong họ Hypnaceae.